# Ma Ting-Hsia
Ma Ting-Hsia (5 de agosto de 1997) es una deportista taiwanesa que compite en taekwondo. Ganó una medalla de bronce en el Campeonato Asiático de Taekwondo de 2021 en la categoría de –73 kg.

## Palmarés internacional
| Representando a China Taipéi |                 |                   |           |
| Campeonato Asiático          |                 |                   |           |
| Año                          | Lugar           | Medalla           | Categoría |
| 2021                         | Beirut (Líbano) | Medalla de bronce | –73 kg    |